# Treyvaux
Treyvaux (toponimo francese; in tedesco Treffels, desueto) è un comune svizzero di 1 448 abitanti del Canton Friburgo, nel distretto della Sarine.

## Storia
Il comune di Treyvaux è stato istituito nel 1832.

## Monumenti e luoghi d'interesse

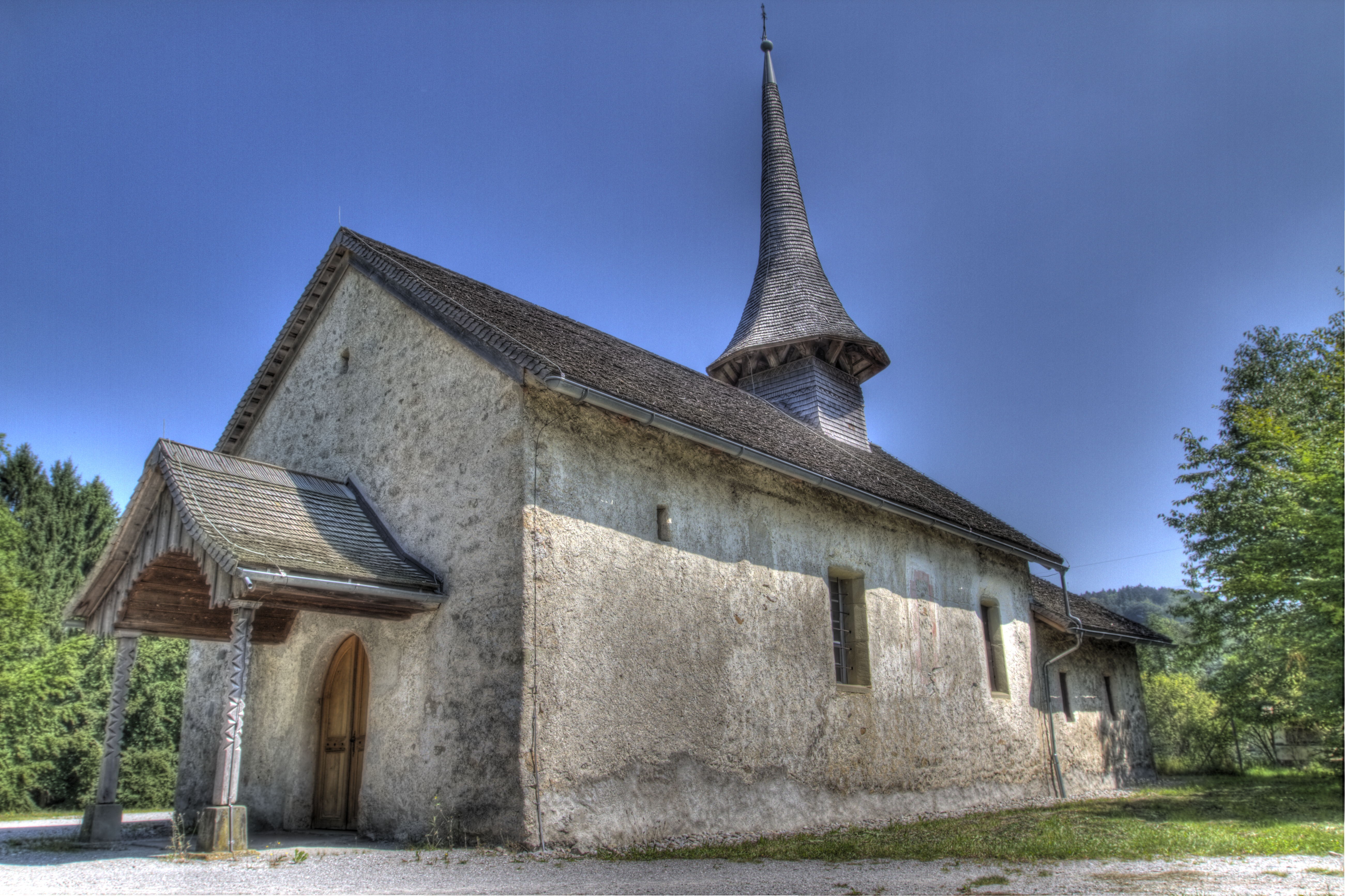
La chiesa cattolica di San Pietro

- Chiesa cattolica di San Pietro, eretta nel VII secolo[1];
- Chiesa cattolica dei Santi Pietro e Paolo (già di Santa Maria), attestata dal 1291 e ricostruita nel 1635 e nel 1873[1].

## Società

### Evoluzione demografica
L'evoluzione demografica è riportata nella seguente tabella:
Abitanti censiti

## Amministrazione
Ogni famiglia originaria del luogo fa parte del comune patriziale che ha la responsabilità della manutenzione di ogni bene comune.